# 回天
回天是日本於第二次世界大戰間使用，一種由人手直接操舵的魚雷，是大日本帝國海軍於大戰最後時期的特攻作戰中使用的自殺式兵器。別稱有人間魚雷。「回天」之名來自當時逆轉戰局的願望（「挽回天意，逆轉戰局」之意）。

## 概要
回天由特殊潜航艇的乘員黑木博司大尉，仁科關夫中尉於1943年（昭和18年）構想並向海軍高層請求開發，但在永野修身海軍大將擔任軍令部長的期間內，永野始終拒絕簽署其開發命令。直到永野去職後的1944年2月26日，繼任的島田繁太郎就職第5日，隨著戰局不利才開始試作，1944年（昭和19年）8月正式被採用為兵器。同年9月於山口縣大津島的基地開始操作回天的組織。回天由水面艦用的匿跡魚雷（九三式魚雷）作為藍本設計。完成的「回天」直徑1公尺，魚雷内部可裝載乘員1名，乘員可由小型潜望鏡確認敵艦的位置與操縱魚雷，目標為增加對敵艦的命中率。「回天」所裝載的炸藥量高達1.55噸，為一般魚雷的3倍。完成後，黑木大尉自身搭乘回天於黑髮島海域訓練時因事故殉職（後昇為少佐）。
回天魚雷操縱困難，至投降為止接受過回天操縱訓練的海軍兵學校、海軍機關學校、預科練習生、預備學生共1,375人，出擊與戰死者實際僅有106人。戰果亦不大。
早期型的回天鱼雷设有乘员逃逸系统，被设定为可容许乘员在鱼雷的最后攻击加速段启动之前自鱼雷中弹出，然而，未有任何记录指示有乘员曾成功自释放后的鱼雷中逃生并返回潜艇或其他载具的记录。后期的回天鱼雷放弃了乘员逃逸系统的设定，一旦鱼雷攻击失败，自毁系统可容许乘员手动自毁鱼雷。

## 各型「回天」魚雷

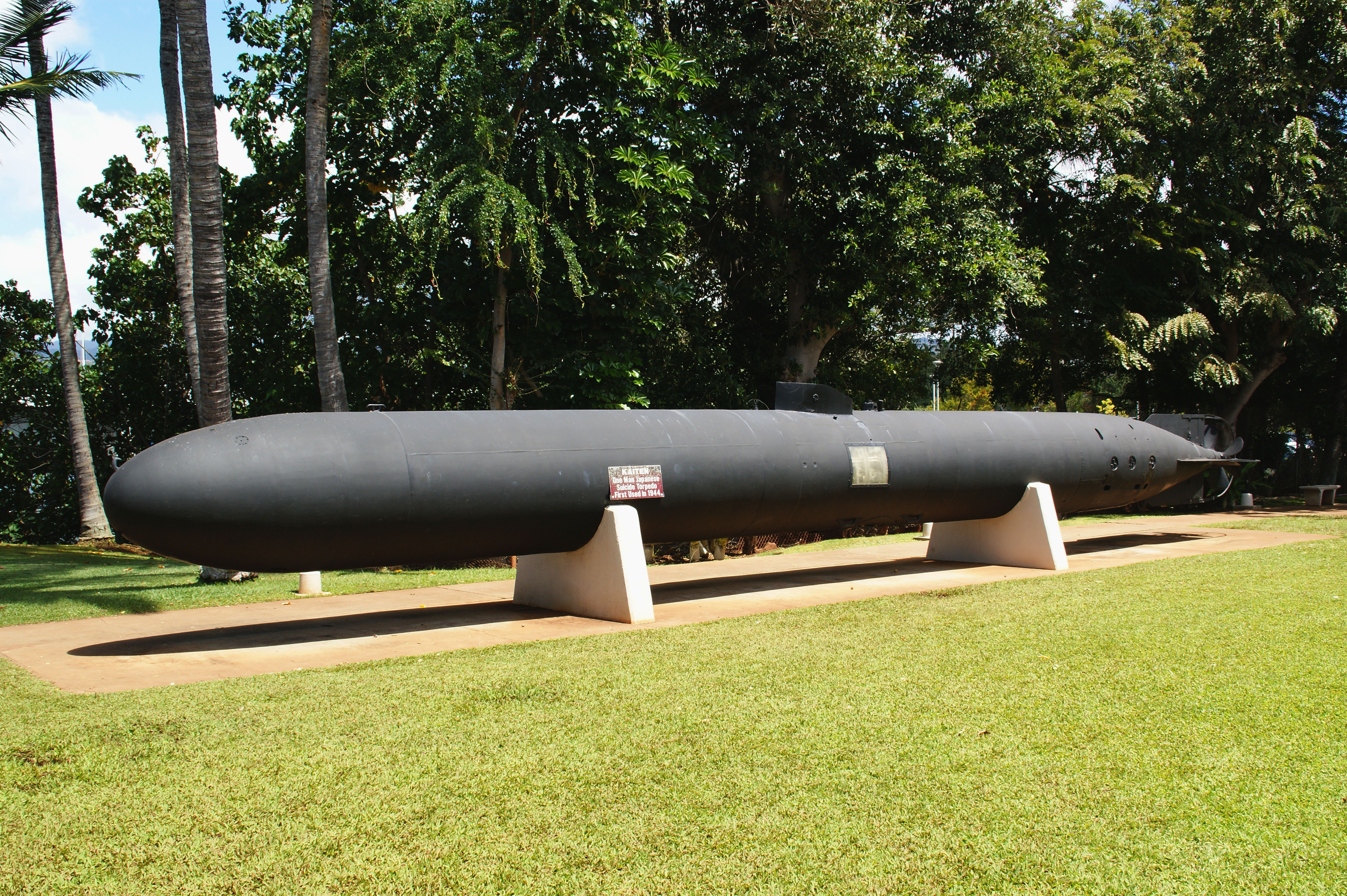
回天4型

回天共開發了五種不同型號，1-4型由九三式魚雷改造，10型由九二式魚雷改造。2、4、10型只製造了少量而且不曾投入作戰，3型還只是在概念階段。實際使用的1型有炸藥量1,360kg的彈頭，大約製造了400枚，實際使用了100多枚。

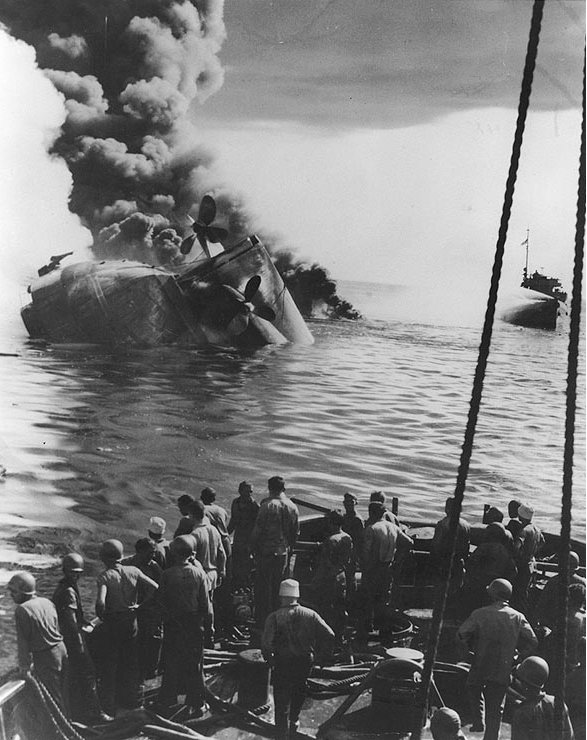
油輪tsl|en|回天擊沉USS Mississinewa (AO-59)

[[File:USS Mississinewa (AO-59) 20 November 1944B.jpg|thumb|油輪{{tsl|en|回天擊沉USS Mississinewa (AO-59)]]
回天魚雷設計為放置於潜艦與水面艦的甲板上。一隻潜艦可以載運3-6基回天魚雷。雖然可以在潜航時使用，但其設計大大限制了搭載潜艦的潛航深度。搭載回天的潜艦經常成為美軍的目標，共有8艘潛艦被擊沉。回天戰果只有於1944年11月20日由開發者之一的仁科關夫親自駕駛擊沉了油輪USS Mississinewa、1945年7月24日擊沉了護衛驅逐艦USS Underhill。

## 出擊資料
1944年(昭和19年)11月8日菊水隊向烏利提（Ulithi）、帛琉方面初次出擊後至1945年8月間，分別有金剛隊、千早隊、神武隊、多多良隊、天武隊、振武隊、轟隊、多聞隊、神州隊等共28隊（潛水艦32隻、回天148基）。目的地為、新幾內亞至馬里亞納群島、沖繩等。
- 搭載母艦分別為：
  - 菊水隊、伊三六潛、伊三七潛、伊四七潛（1944年11月8日出擊）。
  - 金剛隊、伊五六潛、伊四七潛、伊三六潛、伊五三潛、伊五八潛、伊四八潛（1944年(12月1日～1945年(昭和20年)1月9日出擊）。
  - 千早隊、伊三六八潛、伊三七零潛、伊四四潛（1945年2月20日、21日、22日出擊）
  - 神武隊、伊五八潛、伊三六潛（1945年3月1日、2日出擊）
  - 多多良隊、伊四七潛、伊五六潛、伊五八潛、伊四四潛（1945年3月28日～4月3日出擊）
  - 天武隊、伊四七潛、伊三六潛（1945年4月20日、22日出擊）
  - 振武隊、伊三六七潛（1945年5月5日出擊）
  - 轟隊、伊三六一潛、伊三六三潛、伊三六潛、伊一六五潛（1945年5月24日～6月15日出擊）
  - 多聞隊、伊五三潛、伊五八潛、伊四七潛、伊三六七潛、伊三六六潛、伊三六三潛（1945年7月14日～8月8日出擊）

## 與回天相關的內容創作
- 漫畫：特攻之島（日文：特攻の島），作者：左藤 秀峰，出版：芳文社，年份：2006年
- 小說：沒有出口的海（日文：出口のない海），作者：橫山秀夫，出版：講談社文庫，年份：2004年8月
- 電影：沒有出口的海（日文：出口のない海）， 松竹/原作横山秀夫、監督佐々部清，年份：2006年
- 游戏：

## 外部連結
- 回天特攻隊（页面存档备份，存于）（日語）
- 周南市回天記念館（页面存档备份，存于）（日語）
- 回天特別攻撃隊（页面存档备份，存于）（日語）
- Kamikaze Submarine（页面存档备份，存于） （英文）
- USS Bowfin Submarine Museum & Park （英文）
- US Navy Historical Center（页面存档备份，存于） （英文）
- Pictorial account of types 1 and 2 kaitens（页面存档备份，存于）（英文）
- The Kaiten Mark II at the New Jersey Naval Museum in Hackensack, NJ（页面存档备份，存于）（英文）
- （日語）
- YouTube上的返信(song/「出口のない海」主題曲)